# František Langer
František Langer (3. března 1888 Královské Vinohrady – 2. srpna 1965 Praha) byl československý spisovatel, dramatik, legionář a vojenský lékař, který dosáhl hodnosti brigádního generála.

## Životopis
Narodil se v rodině drobného obchodníka Maximiliana Langra (*1861) a jeho manželky Růženy, rozené Taussigové (1851–1932), jako nejstarší ze tří synů (bratr Josef byl o čtyři a Jiří o šest let mladší). Rodina byla židovská, ale nábožensky vlažná. Její předek přišel do Čech v polovině 17. století jako dvorní Žid (židovský finančník, který spravoval finance šlechty), kterého si přivedl kardinál Dietrichstein do svých železáren ve Starém Ransku. Rodina žila v Praze až počínaje Františkovým otcem.
V roce 1906 absolvoval gymnázium v Londýnské ulici a začal studovat na lékařské fakultě Karlovy university. V této době se spřátelil s Jaroslavem Haškem, později spolu napsali a hráli hru Pogrom na křesťany v Jeruzalémě. Langer v roce 1911 vstoupil do Haškovy satirické politické Strany mírného pokroku v mezích zákona.
V roce 1914 úspěšně dokončil studium medicíny doktorátem. Ještě během studií na gymnáziu začal publikovat v různých časopisech a novinách (Národní obzor, Přehled, Zlatá Praha, Lumír, Novina, Besedy času, Rudé květy, Večery, Národní listy, Jeviště, Divadlo, Rozpravy Aventina, Přítomnost, Čin, Světozor, Šibeničky, Cesta, Kmen, Literární noviny, Divadelní zápisník, Divadelní noviny, Dnešek, aj.) . V letech 1912–1914 redigoval Umělecký měsíčník, což byl list Skupiny výtvarných umělců, jejímž byl členem.

### První světová válka

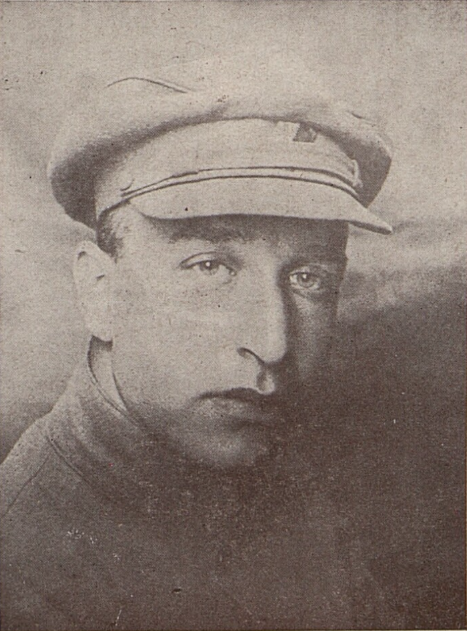
Langer v uniformě čs. legií, cca 1918

Nedlouho po promoci byl Langer povolán do Rakousko-uherské armády a zařazen jako poručík zdravotní služby k huculskému domobraneckému pluku. Následně byl jeho pluk odvelen do Ruska, kde Langer strávil téměř rok na haličské frontě a účastnil se ofenzivy na řece Visle. Během bojů u řeky Bug byl Langer zasažen nepřátelskou kulkou do zad a odvelen na léčení do Vídně.
Po svém zotavení se vrátil zpět na frontu, avšak v červenci 1916 padl nedaleko Černovic do ruského zajetí. Langer byl nejprve dopraven do Kyjeva a následně do Carycinu, kde byl díky svým zkušenostem s medicínou jmenován lékařem v zajatecké nemocnici. Zde se staral o pacienty mnoha národností a k aktivitám vznikající České družiny byl prozatím skeptický. Vše změnila až revoluce v Rusku během únoru 1917. Kromě lékařské praxe psal do legionářských časopisů a staral se o kulturní činnost.
Langer vstoupil do československých legií a byl jmenován šéflékařem 1. střeleckého pluku. V této funkci se účastnil slavné bitvy u Zborova a poté i Sibiřské anabáze, kdy se legie musely zdlouhavě vracet do vlasti přes celou Sibiř. Poté, co Langer a ostatní legionáři dorazili do Vladivostoku, tak zamířili přes Japonsko, Čínu a Indii zpět do Prahy, kam dorazili během roku 1920.
I když Langer sloužil jako vojenský lékař, za svoji službu byl několikrát vyznamenán a dosáhl hodnosti majora. Za zásluhy obdržel Československý válečný kříž 1914–1918, Československou revoluční medaili nebo dvakrát Řád sokola. Mimo jiné si Langer z Ruska přivezl i manželku, Mariu Mojsevovou, s kterou se oženil v roce 1918.

### Meziválečné období
Po návratu z Ruska se Langer rozhodl vstoupit do nově vzniklé Československé armády a byl umístěn v Praze jako vojenský lékař, přičemž pravidelně přispíval do Lidových novin. V roce 1925 byla jeho divadelní hra Periferie inscenována v Josefstädter Theater ve Vídni, v režii Maxe Reinhardta. Langer se čím dál tím více věnoval literatuře a divadlu a tak se nakonec rozhodl z armády koncem dvacátých let odejít. Sám později vzpomínal, jak na něj „Vojenská správa byla hodná, neb ho ponechávala v úřadě v Praze, kde se mu dobře psalo.“

 
V roce 1930, kdy byl vedením činohry Divadla na Vinohradech pověřen Jan Bor (který nahradil nemocného Jaroslava Kvapila), přemluvil Karel Čapek Františka Langera, aby šel novému šéfovi pomáhat v dramaturgii.

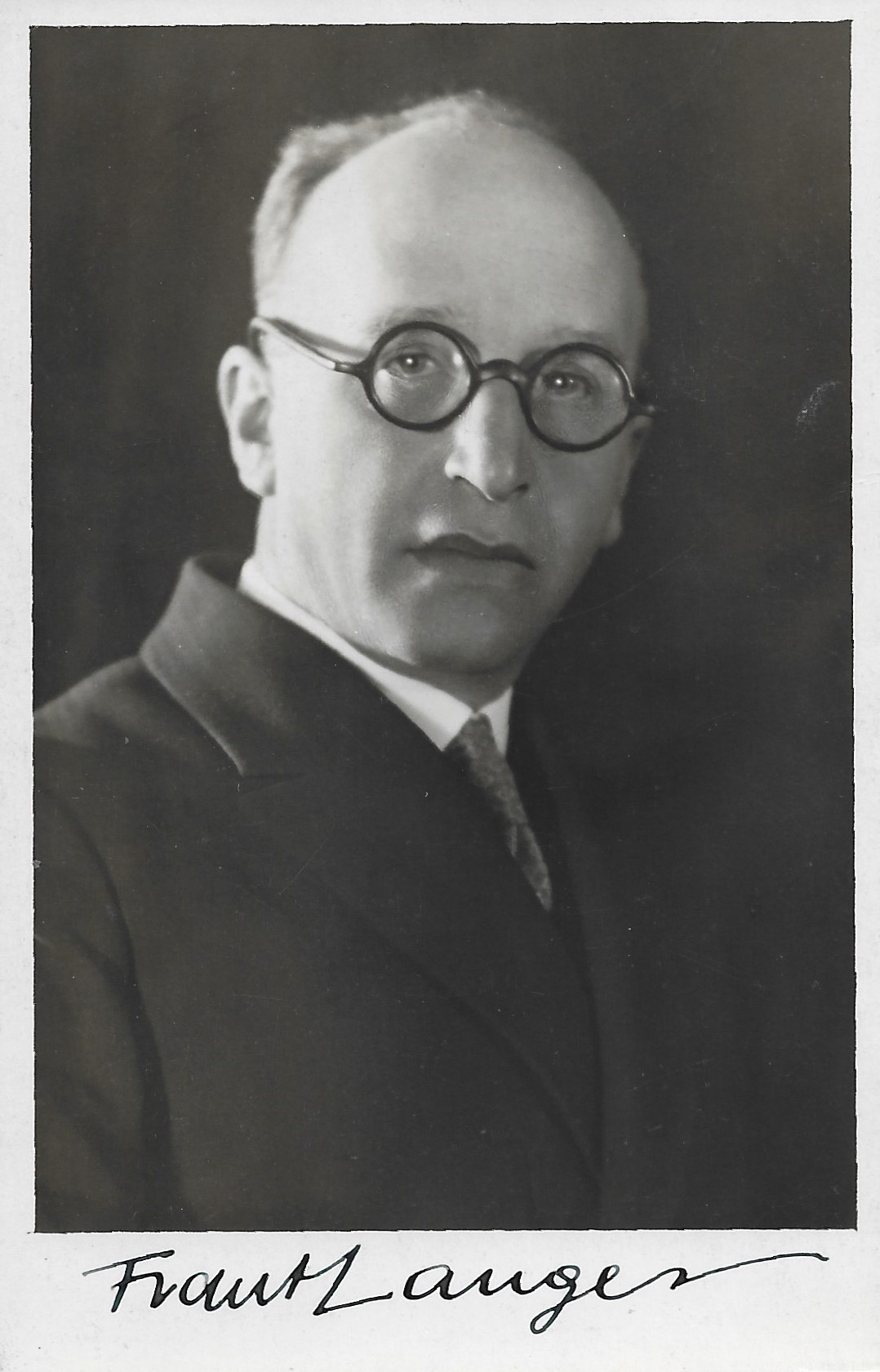
Fotografie Františka Langera s jeho podpisem.

Funkci dramaturga činohry pak Fr. Langer vykonával až do roku 1935.

### Druhá světová válka
V období kolem mnichovské dohody byl Langer povolán zpět do armády v hodnosti plukovníka a sloužil jako velitel pražské posádkové nemocnice na Hradčanech. Po německé okupaci Československa v březnu 1939, nařídil Langer zničit všechny důležité dokumenty ve své nemocnici a odvézt zásoby do bezpečí, aby nepadly do rukou Němců. V dalších dnech musel předat nemocnici německému velení a začal se připravovat na emigraci.
Počátkem července 1939 se Langer rozhodl emigrovat do Francie, kde se formovala Československá armáda v zahraničí. Po strastiplné cestě přes Krakov a polský přístav Gdyně se na norském škuneru Castleholm dopravil až k francouzským břehům, kde byl jmenován šéfem zdravotnictva československé armády v zahraničí. Avšak Francie byla poražena Německem v červnu 1940 a Langer se podílel ve francouzském přístavu Sète na evakuaci československých vojáků do Anglie, aby nepadli do rukou Němců.
Poté, co dorazil do Anglie, pokračoval Langer dál ve své funkci šéfa zdravotnictva československé armády v zahraničí a rovněž se stal předsedou československého PEN Clubu. V říjnu roku 1944 byl s 1. čs.  obrněnou brigádou vyslán na evropskou půdu k obléhání Dunkerque a v květnu 1945 dorazil do osvobozené Prahy. Za svoji službu ve Francii a Anglii byl Langer vyznamenán Československým válečným křížem 1939 a Československou medailí za zásluhy. Rovněž obdržel francouzský válečný kříž Croix de Guerre.

### Návrat do vlasti
V roce 1945 se vrátil do Československa ve funkci přednosty zdravotnictva v čs. vojsku v zahraničí a byl povýšen do hodnosti brigádního generála. V roce 1947 byl jmenován národním umělcem. Po únoru 1948 přestal být aktivní, jeho knihy nebyly zakázány, ale vycházely výjimečně. V letech 1949–1965 byl druhým předsedou Společnosti bratří Čapků.
Roku 1995 mu byl in memoriam udělen Řád T. G. Masaryka II. třídy.
Jeho bratr Josef zemřel v koncentračním táboře (sebevražda), bratr Jiří uprchl přes Slovensko a Istanbul do Palestiny, kde zemřel v roce 1943.

## Vyznamenání
- Řád Tomáše Garrigua Masaryka, II. třída, 1995 in memoriam
- Československý válečný kříž 1914–1918
- Československý válečný kříž 1939
- Řád sokola s meči
- Řád sokola s hvězdou
- Československá revoluční medaile
- Československá medaile Vítězství
- Československá medaile za zásluhy
- Pamětní medaile československé armády v zahraničí
- Croix de guerre

## Citát
| „            | Uměl povídat o naší zemi s laskavou objektivností a něžnou tolerancí, naše zamřelá slova vlastenec a vlastenectví možno v jeho případě použít bez nebezpečí nevkusu. Miloval svou vlast a její děti. Neměl rád diletanty, obdivoval odbornictví a s kmány se nebavil. Měl upřímnou radost, že mu psali mladí lidé dopisy a že ho navštěvovali, důvěřiví a zvídaví. Rád žil. Do poslední chvíle. Našlo by se toho, jak říká starý Pištora, proč jsem ho měl rád. Proč je pro mne poctou, že mě zařadil mezi své přátele. Proč je mně tolik líto, že umřel... | “ |
| — Jan Werich | |   |

## Dílo

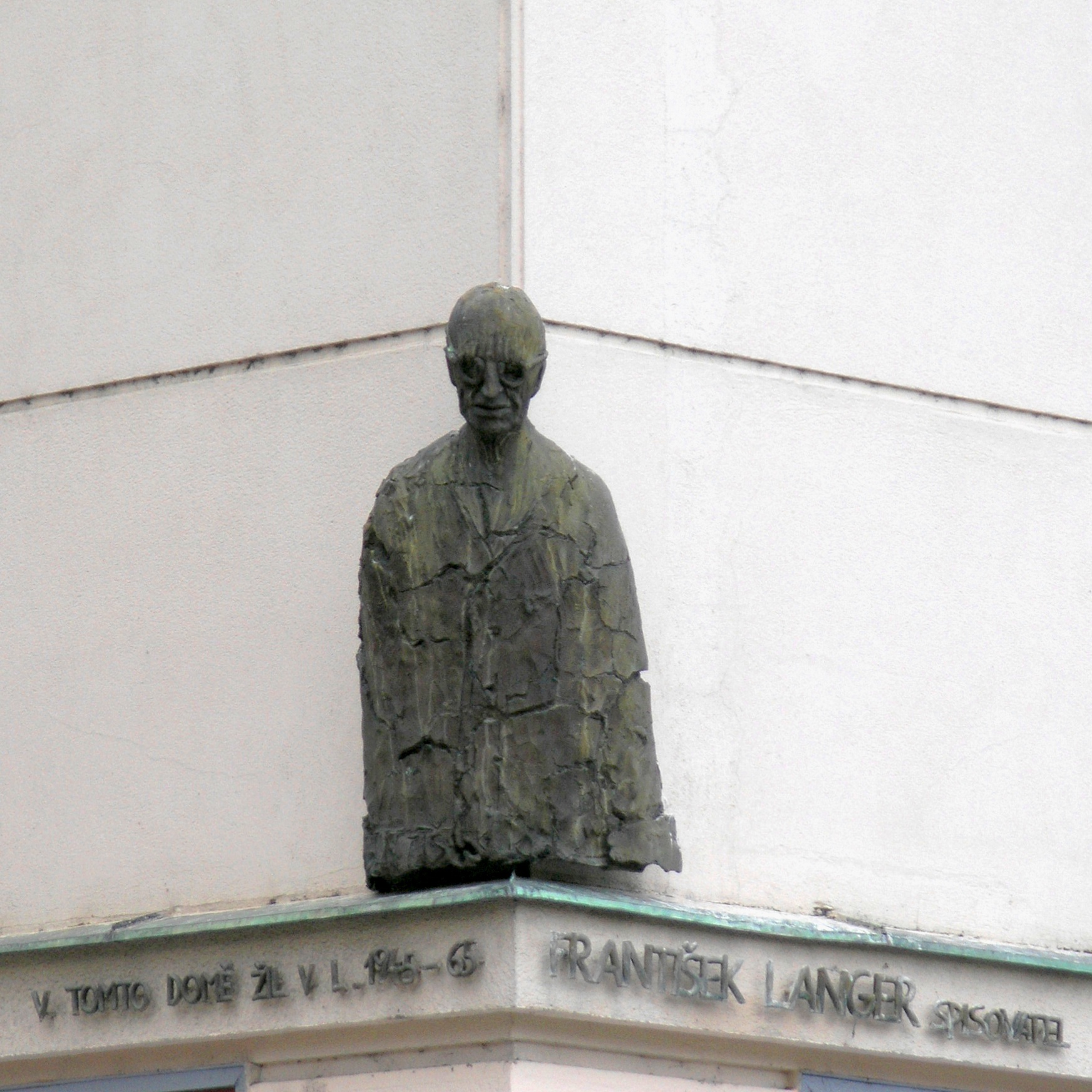
Busta na rohu Preslovy ulice a nám. 14. října v Praze na Smíchově

Hlavní část jeho tvorby tvoří drama. V dramatech se věnuje problematice lidských hodnot, otázek a stavů: lásce, nenávisti, životu a smrti, vině a odplatě, zločinu a svědomí. jeho zorné pole je omezeno na jemu dobře známé prostředí městské periferie. V jeho mládí to byla pražská čtvrt Vinohrady. Počátky jeho dramatu byly ovlivněny novoklasicismem:
- Zlatá Venuše
- Snílci a vrahové, povídky (1921), jedna z nich Prodavač snů patří do žánru SF, napsal ji už roku 1910

### Dramata
Po první světové válce se zaměřil na dramatickou tvorbu, kde se zabýval především otázkami zločinu, viny a trestu. Dalším tématem mu byly legie, či spojení těchto dvou témat.
- Svatý Václav (1912) – Langerova dramatická jevištní prvotina. Veršem psaná tragédie o skonu sv. Václava, jenž byl uskutečněn pletichami jeho matky Drahomíry.
- Listy z kroniky legií
- Ráno (1917)
- Vítězové – skladba sestávající ze 3 dramatických obrazů: Vzdání se 28. pluku (1920), Zborov (1920) a Na Sibiřské magistrále (1923).
- Periférie (1925)
- Dvaasedmdesátka (1937)
- Jízdní hlídka (1935) – v tomto legionářském díle, které bylo v roce 1936 i zfilmováno, oslavil lidské hrdinství a solidaritu čs. legionářů.
- Bronzová rapsodie (1958) – Langerovo poslední drama.

### Komedie
- Velbloud uchem jehly 1923
- Grandhotel Nevada 1927
- Obrácení Ferdyše Pištory 1929
- Jiskra v popelu (1938, dokončeno však až v roce 1945)

### Pro mládež
- Pes druhé roty, 1923
- Bratrstvo Bílého klíče, román, 1934
- Děti a dýka,1942, vydáno v Londýně, protifašistická povídka
- Pražské legendy, prózy napsané ještě v první republice, první vydání až v roce 1956
- Princ Kašpárek a jeho koníček 1931, loutková hra pro děti
- Perníková chaloupka 1932, loutková hra pro děti
- Kašpárek jako detektiv 1932, loutková hra pro děti
- O čem král doma nevěděl 1932, loutková hra pro děti
- Zlá princezna a hodný drak 1932, loutková hra pro mládež
- Koníčky 1935, loutková hra pro děti
- Pivoda, vodník pod vyšehradskou skálou 1931, loutková hra pro děti

### Jiné práce
- Za cizí město, próza, vydáno v Irkutsku v roce 1919
- Železný vlk, 1920, soubor povídek
- Předměstské povídky, próza, 1926
- Kratší a delší (1927), sbírka povídek, některé SF
- Zázrak v rodině (1929), román s fantasy motivem
- Byli a bylo (1963) – kniha vzpomínek věnovaná památce bratří Čapků, Jaroslava Haška a bratra Jiřího
- Filatelistické povídky (1964), sbírka sedmi filatelistických povídek s kresbami Adolfa Hoffmeistera
- Malířské povídky (1966). Pět povídek, neobyčejných příběhů pařížských malířů – nefiguralistů.

### Provedení děl na scéně Vinohradského divadla
- 1915 J.Weinberger: Evelinin únos, libreto František Langer (11 repríz)
- 1925 Periferie, režie Jaroslav Kvapil, scéna Josef Čapek j. h. (67 repríz; obsazení: Anna – Míla Pačová, Franci – Zdeněk Štěpánek)
- 1926 Miliony, režie Jan Bor, výprava Josef Wenig (10 repríz)
- 1927 Grandhotel Nevada, režie Jaroslav Kvapil, výprava Josef Wenig (55 repríz)
- 1929 Obrácení Ferdyše Pištory, režie Jan Bor, výprava Josef Čapek j. h. (54 repríz)
- 1930 Charles Dickens: Pan Pickwick, dramatizace František Langer, režie Jan Bor, výprava Josef Wenig (24 repríz)
- 1931 Andělé mezi námi, režie Jan Bor, výprava V.Hofman j. h., hudba O. Jeremiáš (21 repríz)
- 1932 Velbloud uchem jehly, režie Jan Bor, výprava Josef Wenig (16 repríz)
- 1934 Manželství s r.o., režie Jan Bor, výprava Josef Wenig (25 repríz)
- 1935 Jízdní hlídka, režie a scéna Jan Bor (81 repríz)
- 1937 Dvaasedmdesátka, režie Bohuš Stejskal, výprava J. Sládek j. h. (56 repríz)
- 1947 Periferie, režie Jaroslav Kvapil, výprava – použita původní z r. 1925 od J. Čapka j. h. (43 repríz)

### Provedení děl na scénách Národního divadla
- 1912 Svatý Václav, Národní divadlo, režie Jaroslav Kvapil (5 repríz)
- 1920 Miliony, Národní divadlo, režie Jaroslav Hurt, scéna Pavel Janák, (9 repríz)
- 1929 Velbloud uchem jehly, Národní divadlo/Stavovské divadlo, režie Vojta Novák, scéna Vlastislav Hofman (36 repríz)
- 1930 Ráno, Stavovské divadlo, režie Karel Dostal, scéna František Zelenka (6 repríz)
- 1946 Obrácení Ferdyše Pištory, Stavovské divadlo, režie Vojta Novák, scéna Vlastislav Hofman (32 repríz)
- 1948 Jiskra v popelu, Národní divadlo/Stavovské divadlo/Tylovo divadlo, režie František Salzer, scéna František Tröster (70 repríz)
- 1976 Periferie, Tylovo divadlo, režie Václav Hudeček, scéna Zbyněk Kolář (24 repríz)

## Pojmenování veřejných míst
Po Františku Langerovi je pojmenovaný park v Praze 10 na Bohdalci (část Sychrov). Je ohraničený ulicemi Pod Sychrovem, Osnická a Bohdalecká. Podnět k pojmenování dala tamní místostarostka Ivana Cabrnochová v roce 2014.